# Takumi Kusumoto
Takumi Kusumoto (楠本 卓海 Kusumoto Takumi?, Tokio, 10 de diciembre de 1995) es un futbolista japonés que juega como defensa en el Fujieda MYFC.

## Trayectoria

### Clubes
| Club                   | País  | Año       |
| ---------------------- | ----- | --------- |
| Renofa Yamaguchi F. C. | Japón | 2018-2021 |
| Mito HollyHock         | Japón | 2022-2024 |
| Fujieda MYFC           | Japón | 2025-     |